# Woodcreek
Woodcreek je město v okrese Hays County ve státě Texas ve Spojených státech amerických. V roce 2009 zde žilo 1565 obyvatel. S celkovou rozlohou 2,7 km² byla hustota zalidnění 579,6 obyvatel na km².

## Geografie
Woodcreek se nachází na 30°1′39″ s. š., 98°6′48″ z. d.. Severozápadně od něj se nachází město Wimberley, 45 km jihozápadně se nachází město Austin a 76 km severovýchodně se nachází město San Antonio.